# Barranca de Upía
Barranca de Upía – miasto w Kolumbii, w departamencie Meta.